# SloMo
SloMo – singel Chanel, wydany 24 grudnia 2021 pod nakładem BMG Rights Management Spain. Kompozycja wygrała finał Benidorm Fest 2022 i reprezentowała Hiszpanię podczas 66. Konkursu Piosenki Eurowizji w Turynie (2022). Utwór napisali oraz skomponowali Leroy Sánchez, Keith Harris, Ibere Fortes, Maggie Szabo i Arjen Thonen.

## Lista utworów
- Digital download i media strumieniowe[2]

1. „SloMo” – 2:56

- Digital download i media strumieniowe – Eurovision's Dancebreak Edit[4]

1. „SloMo (Eurovision's Dancebreak Edit)” – 2:56

- 7-calowy pojedynczy[5]

1. „SloMo” – 2:56
2. „SloMo” (Acoustic Version)
3. „SloMo” (Eurovision's Dancebreak Edit) – 3:00
4. „SloMo” (Karaoke Edit) – 2:52

## Notowania

### „SloMo”
| Kraj              | Notowanie (2022)         | Najwyższa pozycja |
| ----------------- | ------------------------ | ----------------- |
| Chorwacja         | Billboard Croatia Songs  | 24                |
| Grecja            | IFPI Greece              | 3                 |
| Hiszpania         | Promusicae               | 1                 |
| Hiszpania         | Spain Airplay            | 2                 |
| Holandia          | Single Top 100           | 72                |
| Irlandia          | Top 100 Singles          | 44                |
| Islandia          | Plötutíðindi             | 11                |
| Litwa             | Singlų Top 100           | 9                 |
| Niemcy            | Offiziele Download Chart | 32                |
| Portugalia        | AFP                      | 88                |
| Stany Zjednoczone | Global 200               | 151               |
| Szwajcaria        | Singles Top 100          | 65                |
| Szwecja           | Sverigetopplistan        | 32                |
| Wielka Brytania   | UK Singles Chart         | 56                |

### „SloMo (Eurovision's Dancebreak Edit)”
| Kraj   | Notowanie (2022) | Najwyższa pozycja |
| ------ | ---------------- | ----------------- |
| Grecja | IFPI Greece      | 36                |
| Litwa  | Singlų Top 100   | 65                |

## Certyfikat
| Kraj                   | Certyfikat         | Sprzedaż |
| ---------------------- | ------------------ | -------- |
| Hiszpania (Promusicae) | 3× platynowa płyta | 180 000+ |